# Мануел Валс
Мануел Карлос Валс Жалфети (фр. Manuel Carlos Valls Galfetti; Барселона, 13. август 1962) француски је политичар, који је био премијер Француске од 31. марта 2014. године до 6. децембра 2016. године. Члан је Социјалистичке партије.
Његов отац је каталонског порекла, а мајка му је из Швајцарске италијанског порекла.